# Třída Wielingen
Třída Wielingen je třída víceúčelových fregat belgického námořnictva. Jedná se o první válečné lodě zkonstruované a postavené v Belgii od skončení druhé světové války. Celkem byly postaveny čtyři fregaty této třídy. Belgické námořnictvo je provozovalo v letech 1978–2007. Jako první byla vyřazena fregata Westhinder, která byla sešrotována. Zbylou trojici zakoupilo Bulharsko, které je provozuje pod názvy Drazki, Verni a Gordi. Belgické námořnictvo je nahradilo dvojicí fregat nizozemské třídy Karel Doorman.

## Stavba

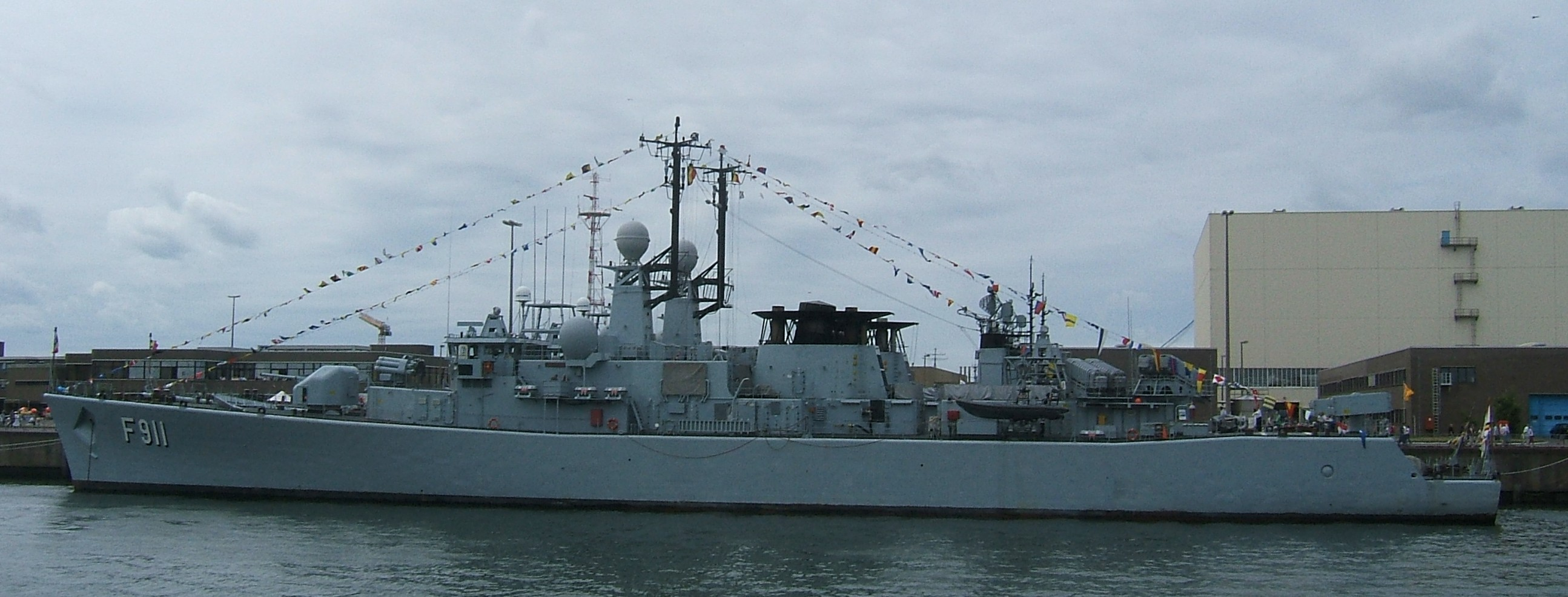
Westdiep

Program stavby fregat třídy Wielingen byl schválen v roce 1971, přičemž do roku 1973 na nich probíhaly projekční práce. Třída se skládá z jednotek Weilingen (F 910), Westdiep (F 911), Wandelaar (F 912) a Westhinder (F 913), stavěných od roku 1974 loděnicemi Cockecill v Hobokenu a Boëlwerf v Temse a zařazených do služby v roce 1978.
Jednotky třídy Wielingen:
| Jméno              | Založení kýlu | Spuštěna | Vstup do služby | Status                                                       |
| ------------------ | ------------- | -------- | --------------- | ------------------------------------------------------------ |
| Weilingen (F 910)  | 1974          | 1976     | 20. ledna 1978  | Vyřazena 2006, zařazena bulharským námořnictvem jako Verni.  |
| Westdiep (F 911)   | 1974          | 1975     | 20. ledna 1978  | Vyřazena 2007, zařazena bulharským námořnictvem jako Gordi.  |
| Wandelaar (F 912)  | 1975          | 1977     | 27. října 1978  | Vyřazena 2004, zařazena bulharským námořnictvem jako Drazki. |
| Westhinder (F 913) | 1975          | 1977     | 27. října 1978  | Vyřazena 1973.                                               |

## Konstrukce

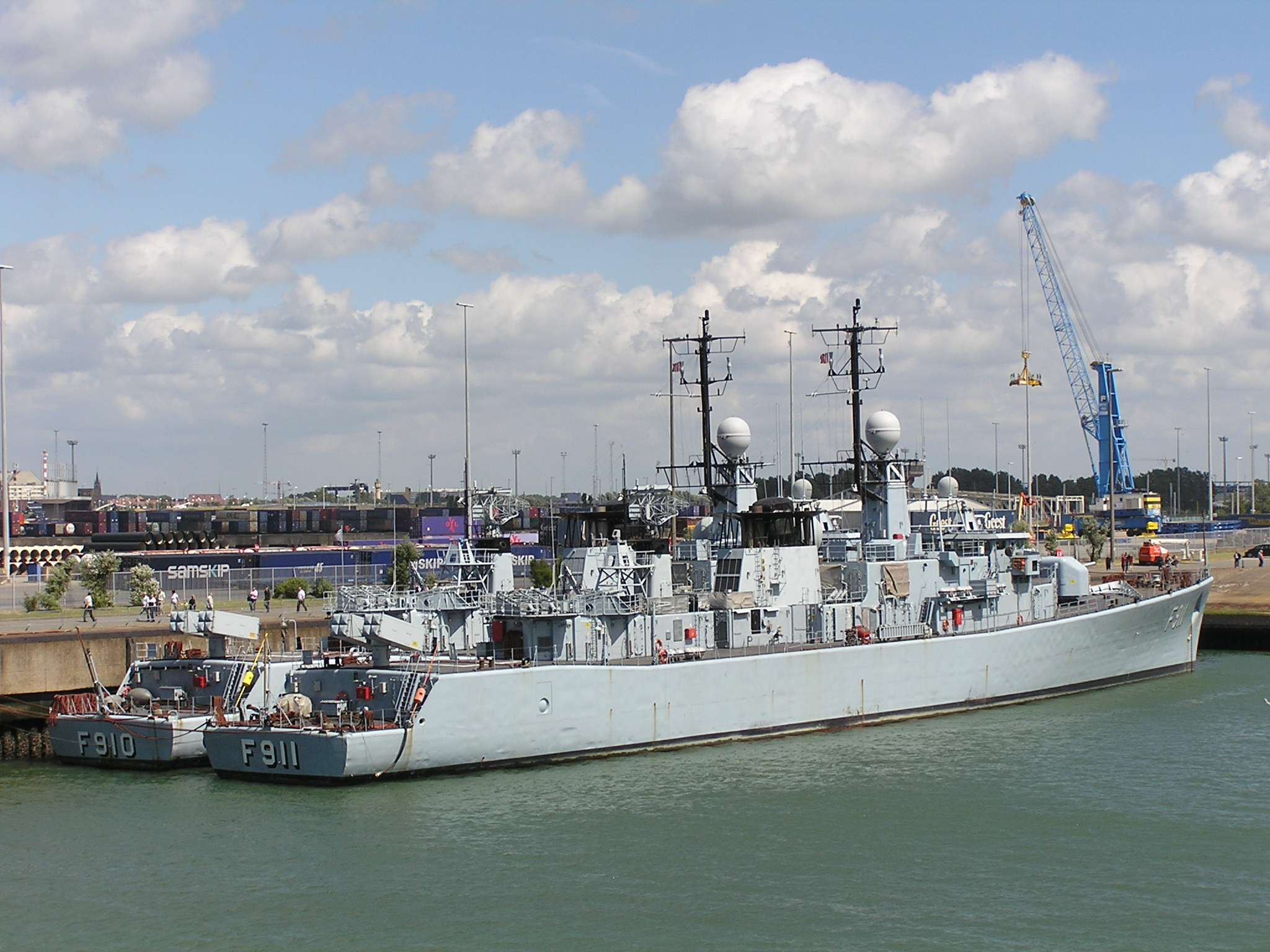
Wielingen a Westdiep

Hlavňovou výzbroj tvoří jeden francouzský dvojúčelový 100mm kanón Creusot-Loire v dělové věži na přídi, za kterým se nachází šestinásobný 375mm protiponorkový raketomet Bofors (licenčně vyráběny francouzskou firmou Creusot-Loire). K ničení hladinových lodí slouží dva páry odpalovacích kontejnerů protilodních střel MM.38 Exocet na zádi. Pro obranu proti letadlům a protilodním střelám slouží protiletadlové řízené střely RIM-7P Sea Sparrow, odpalované z osminásobného kontejneru Mk.29 na zádi. Lodě dále nesou dva 533mm torpédomety pro francouzská protiponorková torpéda ECAN L5, kterých je neseno 10 kusů. Nenesou vrtulník. Trupový sonar je typu SQS-510.
Pohonný systém je typu CODOG. Tvoří ho jedna spalovací turbína Rolls-Royce Olympus TM3B pro bojové situace a dva diesely Cockerill 240 CO pro ekonomický provoz. Fregaty dosahují rychlosti až 26 uzlů při použití turbín. Dosah je 8350 km při rychlosti 18 uzlů.